# Nicolás Saggio de Longobardi
Nicolás Saggio de Longobardi o Nicolás de Longobardi (6 de enero de 1650, Longobardi - 3 de febrero de 1709, Roma) fue un religioso católico italiano miembro de la orden de los Mínimos. Fue beatificado por Pío VI el 18 de agosto de 1786 y canonizado por Francisco I el 23 de noviembre de 2014.

## Biografía
Nacido "Giovanni Battista Saggio" , hijo de una familia humilde de Longobardi, siendo sus padres Fulvio Saggio y Aurelia Pizzini. Sus hermanos eran Antonio, Domenica y Muzio. Escogió el nombre de Nicola, cuando entró en la Orden de los Mínimos.
Destinado a su propio pueblo natal por dos años, pasó luego al de S. Marco Argentano, donde desempeñó los oficios de cocinero, jardinero y limosnero. Posteriormente pasó por otros cuatro conventos con idénticos oficios. En todos los conventos dejaba una estela de ejemplaridad en el cumplimiento de la regla y en el espíritu de fervorosa piedad. El corrector general de la Orden, P. Pedro Curtí de Cosenza, se lo llevó a Roma, al convento de San Francisco de Paula ai Monti, donde fue sacristán y luego portero. Dios le concedió extraordinarios dones místicos que le hicieron notable en su comunidad y fuera de ella, por lo que tuvo fama de santidad. Entre 1693 y 1697 vivió fuera de Roma, y dentro de esos años, uno en el convento de su pueblo natal, cuya iglesia logró restaurar con las limosnas recogidas. Vuelto a Roma, volvió a ser objeto de la veneración universal por su contagiosa piedad y su humildad evangélica. Cuando se puso enfermo, acudieron a visitar su pobre celda cientos de personas, entre ellos cardenales y prelados.
Falleció en 1709 de infección pulmonar.